# Церква Покрови Пресвятої Богородиці (Деренівка)
Церква Покрови Пресвятої Богородиці в Деренівці — парафія і храм греко-католицької громади Теребовлянського деканату Тернопільсько-Зборівської архієпархії Української греко-католицької церкви в селі Деренівка Тернопільського району Тернопільської области.
Дерев'яна церква оголошена пам'яткою архітектури місцевого значення.

## Історія церкви
Парафія в лоні УГКЦ була утворена у 1713 році, а старий храм збудували у 1715 році. Парафія та храм належали до УГКЦ до 1946 року, після чого храм був недіючим аж до 1989 року. Наприкінці 1989 року парафія була відновлена в лоні УГКЦ.
Новий храм, спроєктований архітектором М. Гродом, звели у 1998 році. Будівництво фінансувалося за кошти численних жертводавців, серед яких були М. Боровий (Тернопіль), П. Василюк (Канада), доньки о. Глинського Євдокія і Дарія (Канада), Богдан Глинський (Львів), Йосип Лучка (Канада). Іконостас пожертвували П. Тихоліз (Англія) та Павло Василюк. Храм освятив владика Михаїл Сабрига 14 жовтня 1998 року.
13 червня 1935 року парафію відвідав єпископ Никита Будка. У храмі зберігаються мощі святого Йосафата Кунцевича.
При парафії діють:
- Марійська та Вівтарна дружини.
- Братство Матері Божої Неустанної Помочі.
- Біблійне товариство для молоді.

На початку села встановлена фігура Покрови Пресвятої Богородиці.

## Парохи
- о. Валерій Ганкевич (1888—1914),
- о. Петро Глинський (1920—1944),
- о. М. Килиман (1989—1993),
- о. В. Кузь (1993—2010),
- о. П. Миць (2010—2011),
- о. Роман Чорній (з 2011).